# Iwan Nikolajewitsch Nasarow
Iwan Nikolajewitsch Nasarow, russisch Иван Николаевич Назаров, (* 30. Maijul. / 12. Juni 1906greg. in Koschelewo, Oblast Wladimir; † 30. Juli 1957 in Moskau) war ein russischer Chemiker (Organische Chemie).

## Leben
Nasarov machte 1931 seinen Abschluss in Chemie an der K. A. Timirjasew-Akademie für Landwirtschaft in Moskau. Zu seinen Lehrern gehörte Alexei Jewgrafowitsch Faworski. 1934 bis 1947 war er am Chemischen Institut der Sowjetischen Akademie der Wissenschaften und 1947 bis 1957 Professor am Moskauer Institut für Feinchemie-Technik.
Er befasste sich vor allem mit der Chemie von Acetylen und dessen Derivaten (speziell Vinyl-Acetylen) und ist bekannt für die Einführung der nach ihm benannten Nasarov-Cyclisierungsreaktion (1949). Dabei katalysiert im einfachsten Fall eine Lewis-Säure eine Zyklisierung eines Pentenons (Pentone mit Keton) durch Aktivierung des Sauerstoffs im Keton-Teil.
Er synthetisierte das Analgetikum Trimeperidin (Promedol) bei Forschungen zu Pethidin (1954) und Androgen-artige Steroide über Diels-Alder-Reaktionen.
1946 wurde er korrespondierendes und 1953 Mitglied der Sowjetischen Akademie der Wissenschaften. Im Jahr 1955 wurde er zum Mitglied der Leopoldina gewählt. Im Mai 1956 wurde zum korrespondierenden Mitglied der Deutschen Akademie der Wissenschaften zu Berlin gewählt. Er war Mitglied der Kommunistischen Partei. 1942 und 1946 erhielt er den Staatspreis der UdSSR.